# Автохтонні ассектатори
Автохтонні ассектатори — ассектатори, що входять до складу самобутнього рослинного покриву.
Поділяються на едифікаторофіли та едифікаторофоби.